# Journalisme de solutions
Le journalisme de solutions est une pratique du  journalisme qui se penche sur les solutions apportées à des problèmes sociaux bien ancrés. Son abréviation est « JoSo » en français, ou « SoJo » en anglais.

## Histoire
Le journalisme de solutions semble être apparu entre la fin des années 1990 et les années 2010, dans différentes parties du monde et dans des contextes variés. La question de la responsabilité sociale des médias et celle de la responsabilité collective des journalistes se font jour progressivement à la fin du XXe siècle.
De nombreuses appellations et pratiques journalistiques avoisinantes ont une filiation commune, ou bien des similitudes, sans être pour autant totalement identiques : « journalisme civique », « journalisme d’impact », « journalisme constructif », « journalisme prospectif », « journalisme de paix », « journalisme transformatif », « journalisme positif », « journalisme réparateur »…
C’est aux États‐Unis, en France, au Royaume‐Uni et au Danemark que le journalisme de solutions s’est le plus profondément ancré. Le journalisme de solutions s’inscrit dans la droite ligne du civic journalism, ou public journalism (public journalism (en)). Il puise également ses racines dans le domaine du « journalisme constructif » (constructive journalism (en)) qui se développe depuis 2007 en Scandinavie. D'après Joy Kibarabara, autrice d'une thèse sur le journalisme constructif à l'université de Stockholm), le journalisme de solutions est le pendant du journalisme constructif.[citation nécessaire]

### Aux États-Unis
La revendication d’un journalisme « public » ou « civique » est née aux États-Unis, à la suite de la baisse très sensible du nombre de journaux et de leurs lectorats, et de la forte chute de la participation aux élections de 1988 et 1992. Le journalisme civique, qui a pris de l'ampleur dans les années 1990, cherche à impliquer les lecteurs dans le discours public afin d'encourager une participation active au processus démocratique et de catalyser le changement.
Cette pratique a rapidement été défendue par le Pew Center for Civic Journalism.
Susan Benesh (en), ancienne journaliste devenue chercheuse à l’American University de Washington, situe la première publication d'un article de « solutions » en 1998. Elle l’attribue au magazine U.S. News & World. Entre la fin des années 1990 et la fin des années 2000, certains médias publient ponctuellement des articles au format journalisme de solutions.
En 2013, est fondé le Solutions Journalism Network (SNJ), une organisation internationale indépendante à but non lucratif, basée à New York et à Oakland, en Californie. La mission du SJN est de « diffuser la pratique du journalisme de solutions : des reportages rigoureux et convaincants sur les réponses apportées aux problèmes sociaux ». Le réseau est né de la rubrique « Fixes » de la section Opinionator du New York Times, rédigée par les journalistes David Bornstein et Tina Rosenberg, depuis octobre 2010.

### Au Danemark
Ce n’est véritablement qu’à partir de 2007 qu’on peut parler de « seconde naissance du phénomène. Plus particulièrement lorsque le « journalisme constructif » émerge au Danemark », indique Pauline Amiel, journaliste, chercheuse en sciences de l'information et de la communication. Un éditorial du plus grand groupe de presse danois (Berlingske Media) met en perspective les effets naturels, mais aussi néfastes, du parti pris négatif du journalisme, et appelle alors à des idées d'articles plus positives et constructives.
Le journalisme constructif exige des journalistes qu'ils adoptent une approche plus active et participative, comme le mouvement du journalisme civique qui l'a précédé. Selon la professeure Karen McIntyre (Virginia Commonwealth University), le journalisme constructif serait un terme ombrelle, regroupant quatre branches : le journalisme de solutions (et sa ramification, le journalisme de résolution de problèmes), le journalisme prospectif (tourné vers l'avenir), le journalisme de paix et la narration réparatrice. Le concept interdisciplinaire de journalisme constructif est défini « comme une forme émergente de journalisme qui implique l'application de techniques de psychologie positive aux processus et à la production d'informations dans le but de créer une couverture productive et engageante, tout en restant fidèle aux fonctions essentielles du journalisme ».
Verdens Bedste Nyheder, qu’on peut traduire littéralement par « Les Meilleures Nouvelles du Monde, organisation de presse « indépendante axée sur le journalisme constructif et le progrès du développement durable » débute son action en 2010, au Danemark.
Le Constructive Institute a été créé au sein de l’Université d’Aarhus, au Danemark, en 2017, en vue de promouvoir un journalisme constructif à l’international. Ses cofondateurs sont Orla Borg (da), journaliste d’investigation danois et Ulrik Haagerup (da), ancien Directeur de l’information de la Radio-Télévision publique du Danemark et auteur d’un ouvrage sur le sujet (Aarhus University Press (en), 2017). Les trois piliers de ce journalisme sont : « solutions, nuance et conversation démocratique ». Selon l’auteur : « Nous avons besoin de données, de points de vue différents, de solutions qui nous incitent à agir ».

### En France
Depuis la fin des années 1980, plusieurs affaires médiatiques ou politiques en France, relayées par les médias, ont eu un impact fort sur la défiance du public. Ce terrain aurait été favorable à la transformation des pratiques journalistiques.
L’ONG Reporters d'Espoirs, fondée en 2004 pour favoriser la diffusion d’informations porteuses de solutions dans les médias, a créé le prix reporters d'espoirs pour récompenser les journalistes, traitant leurs sujets sous l’angle « problème et solution ». Dix ans plus tard, l’ONG lance la France des solutions, « un événement rassemblant 500 acteurs de terrain, décideurs, journalistes autour d’initiatives éclectiques ».
En France, dans les années 2000, des expériences réussies de journalisme de solutions ont contribué à lancer le mouvement, comme Libé des solutions (+22% de ventes au premier numéro en 2007), ou les dossiers Solutions de Nice-Matin, qui ont contribué à redresser le journal, depuis 2015.
En 2012, a été créée l'organisation hybride Sparknews, pour favoriser la diffusion des solutions qui changent le monde et le développement d’un journalisme positif. « C'est un mélange entre YouTube et Wikipédia au service de l'innovation sociale », indique à l’époque Christian de Boisredon, son fondateur, également à l’origine de Reporters d’espoirs.

### Autres pays européens
Selon certaines sources, le journalisme constructif qui aurait donné naissance au journalisme de solutions, est européen et n'existe pas Outre-Atlantique. Il reste relativement complexe à appréhender faute de consensus clair sur la méthodologie. La BBC, pour sa part, a choisi de s'orienter vers un « journalisme centré sur les solutions » (solutions-focused journalism).
En Belgique, en 1996, est né le magazine francophone Imagine Demain le monde. NEW6S est une association sans but lucratif créée en 2018.
Depuis 2019, a lieu chaque année le Prix du journalisme constructif pour mettre en avant les journalistes et les rédactions qui s’engagent dans cette voie.
Aux Pays‐Bas, De Correspondent (en) est un pure player néerlandais né en 2013 à Amsterdam. En décembre 2015, l'université des sciences appliquées de Windesheim est la première au monde à intégrer le journalisme constructif dans ses programmes de formation et ses recherches. Les deux entités, le centre de journalisme et De correspondent collaborent depuis.

### Autres régions du monde
Malgré l'intérêt croissant du monde universitaire pour le journalisme de solutions, il n'existe pas de littérature abondante dans le contexte des pays du Sud.
En Afrique subsaharienne, le Consortium for Human Rights and Media in Sub-Saharan Africa (CHARM) se réfère à un « journalisme durable » (sustainable journalism), inspiré de plusieurs concepts journalistiques, dont le journalisme orienté solutions, et notamment le slow journalism, le journalisme constructif, le gender and conflict-sensitive journalism, le global-local journalism). Selon les auteurs de ce rapport, issus de différentes universités (Durban University of Technology, Rhodes University, University of the Witwatersrand, Jönköping University) : « aucun de ces concepts ne fait le lien entre les objectifs de développement durable et les approches journalistiques améliorées en tant que concept pour la pratique du journalisme. »

## Pratique

### Méthodologie
Pour Pauline Amiel, « c’est une méthodologie rigoureuse qui, au même titre que le journalisme d’investigation, doit avoir de hauts standards de qualité journalistique ». Il observe la manière dont les citoyens, les organisations, les institutions, les entreprises, les collectivités, les groupes sociaux expérimentent et mettent en œuvre des solutions. De plus, même si la confusion est courante, le journalisme de solutions n’est pas un journalisme de bonne nouvelle, c’est un journalisme de réponses », précise Sophie Roland, ancienne journaliste TV devenue formatrice climat, biodiversité et "Solutions Journalism" en écoles de journalisme, et dans les rédactions de télévision et de journaux.
Le journalisme de solutions comprend 5 critères fondamentaux :  
- Documenter un problème social et ses causes (mise en contexte),
- Présenter une réponse et approfondir le mode de fonctionnement (initiative concrète),
- Fournir des preuves de résultats, en s’intéressant à l’efficacité de la réponse et non pas aux bonnes intentions (données quantitatives, qualitatives, impact),
- Apporter des informations utiles et des éclairages nouveaux pouvant accompagner (inspiration),
- Aborder les risques, les limites, les difficultés, les faiblesses de l’approche (recul critique)[32].

Consciente des potentiels travers du SoJo, Émilie Kovacs, journaliste et autrice de Journalisme de solutions ou la révolution de l’information, rappelle qu’avant de parler des solutions, il faut toujours expliquer le problème, le contextualiser, voire le vulgariser si besoin. Ensuite, pour trouver les potentielles réponses, ou ceux qui les ont mises en place, il faut enquêter.
« Des informations qui rendent service, c’est un des prismes sous lequel se rencontre le journalisme de solutions ». L’approche solutions souhaite inspirer les personnes impliquées. Même s’il s’avère difficile de mesurer les effets concrets d’un article, les études effectuées par l’Engaging News Project (Moody College of Communication) et l’Institute for Applied Positive Research tendent à prouver que ce type de journalisme fonctionne.
Selon Joy Kibarabara, Docteur en Philosophie, qui considère le journalisme de solutions comme le pendant du journalisme constructif, les conceptualisations sont issues à la fois du monde universitaire et de la pratique, mais dans l'ensemble, elles renvoient toutes à huit principes fondamentaux qui capturent l'essence du journalisme constructif.
« Ce journalisme n'est pas censé prôner une idéologie solutionniste, c'est-à-dire qu'il ne mise pas sur la technique et la technologie pour régler toutes les questions », décrypte Marie Vabre, journaliste et co-autrice de l'ouvrage collectif Les 101 Mots de la Responsabilité Sociale des Entreprises.

### Formation
La première formation universitaire au journalisme constructif est proposée par le département de journalisme de l'université des sciences appliquées de Windesheim, aux Pays-Bas.
Nous pouvons également mentionner des formations initiales aux États-Unis (Université de l’Oregon, du Texas, etc.), au Royaume-Uni (à travers les ateliers du Constructive Journalism Project) et en France (à travers des partenariats entre Reporters d’Espoirs et des acteurs de formation) ; des cours ouverts en ligne (e.g. le MOOC du Solutions Journalism Network) ; des rapports d’études ou de réflexion sur le journalisme de solutions (e.g. celui du Nieman, rattaché à l’école de journalisme de l’université Harvard), etc.

## Critiques

### Critique de l'information et crise du journalisme
Certains critiques du journalisme ont observé que les hypothèses qui gouvernent le journalisme traditionnel - ancrées dans la croyance que le travail d'un journaliste est de dénoncer les actes répréhensibles pourraient ne pas être universellement valables. Plusieurs études décrivent les notions de surcharge informationnelle, d’infobésité, le syndrome de saturation cognitive liés à la multiplication des canaux d’information.
Dans son ouvrage « Mieux s’informer », Anne-Sophie Novel, Docteur en sciences économiques, journaliste et autrice évoque à la fois la baisse de la confiance du public envers les médias, la diminution de l'intérêt pour l'information et l'augmentation de l'évitement de l'information, en s'appuyant sur deux récents rapports : Digital News Report 2022, une publication de recherche du Reuters Institute for the Study of Journalism de l'Université d'Oxford en collaboration avec d'autres partenaires universitaires, et une enquête menée par l'Observatoire Société et Consommation (L'ObSoCo), Arte et la Fondation Jean-Jaurès (2002).
Dans son ouvrage Factfulness, Hans Rosling, physicien et statisticien suédois, a examiné comment le journalisme et la diffusion de l'information peuvent contribuer à une perception pessimiste et incorrecte du monde, qui néglige les tendances positives et les progrès continus. Avec Ola Rosling et Anna Rosling Rönnlund, le chercheur a cofondé Gapminder, un « organisme éducatif indépendant qui lutte contre les idées fausses à l'échelle mondiale », contribuant à la pratique d'un journalisme plus factuel, mettant en lumière non seulement les problèmes, mais aussi les solutions et les améliorations, afin de fournir une vision plus complète du monde.
Face à la fois à la « crise du journalisme » et aux « crises mondiales de la durabilité » (qui présente un triple dimension économique, sociale, environnementale), les médias et les journalistes doivent se transformer pour mobiliser différentes disciplines et les faire dialoguer. Ce changement de pratique repose sur l'idée d'un « journalisme durable » qui recoupe d'autres approches engagées dans l'avenir du journalisme : global journalism (Berglez 2013; Van Leuven and Berglez 2016; Reese 2016), entrepreneurial journalism (Briggs 2012), emotional journalism (Beckett and Deuze 2016), immersive journalism (de la Pena et al. 2010), slow journalism (Le Masurier 2014; Lewis; Maxwell and Miller).
Le « journalisme durable » est un concept naissant qui a servi de terme générique pour « des concepts connexes tels que le journalisme de paix (Lynch et McGoldrick 2005) et le journalisme constructif (Aitamurto et Varma 2018), y compris le journalisme qui s'engage dans des défis particuliers, notamment le changement climatique, qui est considéré comme un objectif particulièrement important (Olausson 2009 ; Berglez 2011a). »

### Critique du journalisme de solutions
Pour Pauline Amiel, l'évolution est parfois souhaitée par les directions des groupes de presse, car elle permet, sous le prétexte d’une rhétorique valorisante, l’acceptation de pratiques issues d’autres services tels que le marketing et la communication. « Le journalisme de solutions peut faire office de « socialwashing » à des entreprises plus ou moins respectueuses et qui, en utilisant les services proposés par des médias de communication affichant le « SoJo » comme vitrine, s’offrent un vernis social acceptable ».
Françoise Laugée reconnaît que le journalisme de solutions peut sans doute susciter l'intérêt du lectorat s'il est mené de façon rigoureuse, à la condition qu'il veille « à ne pas confondre l’information et la communication, tant pour la sélection des initiatives qu’il souhaite faire connaître que dans le choix de ses partenariats ».
Les détracteurs du journalisme d’impact lui reprochent souvent une approche naïve ou édulcorée de l’information. Le journaliste doit être « vigilant dans son analyse et son décorticage des faits afin de ne pas virer à la communication, en étant soit même trop enthousiaste à propos d’une initiative sans prendre le temps de la mettre en perspective ».
Joy Kibarabara, Docteur en Philosophie, autrice d'une thèse sur le journalisme constructif (Department of Media Studies, Stockholm University), fait référence au concept d' « imposteurs du journalisme de solutions » afin d'aider à mieux distinguer ce qu'est le journalisme de solutions de ce qu'il n'est pas.
Une autre critique adressée au journalisme constructif est qu'il est perçu comme léger (fluff) ou assimilé à des nouvelles douces, joyeuses et agréables, et comme un type de journalisme qui cherche à tout prix une « tournure positive », même dans des histoires dépourvues de tout aspect porteur d'espoir.
L'objectif de « faire du bien » est parfois assumé par des médias qui revendiquent « une information agréable à lire, optimiste ».